# Distephanus
Distephanus Cass., 1817 è un genere di piante angiosperme dicotiledone della famiglia delle Asteraceae. Distephanus è anche l'unico genere della tribù Distephaneae V.A.Funk & H.Rob., 2020.

## Etimologia
Il nome del genere è stato definito dal botanico e naturalista francese Alexandre Henri Gabriel de Cassini (1781-1832) nella pubblicazione "Bulletin des Sciences, par la Société Philomatique - (1817) 151." del 1817, mentre il nome scientifico della tribù (Distephaneae), derivato al suo unico genere, è stato definito per la prima volta dai botanici Harold Ernest Robinson e V.A.Funk nella pubblicazione "The classification of the Compositae: A tribute to Vicki Ann Funk (1947–2019)" (TAXON 69 (4) • August 2020: 807–814) del 2020.

## Descrizione

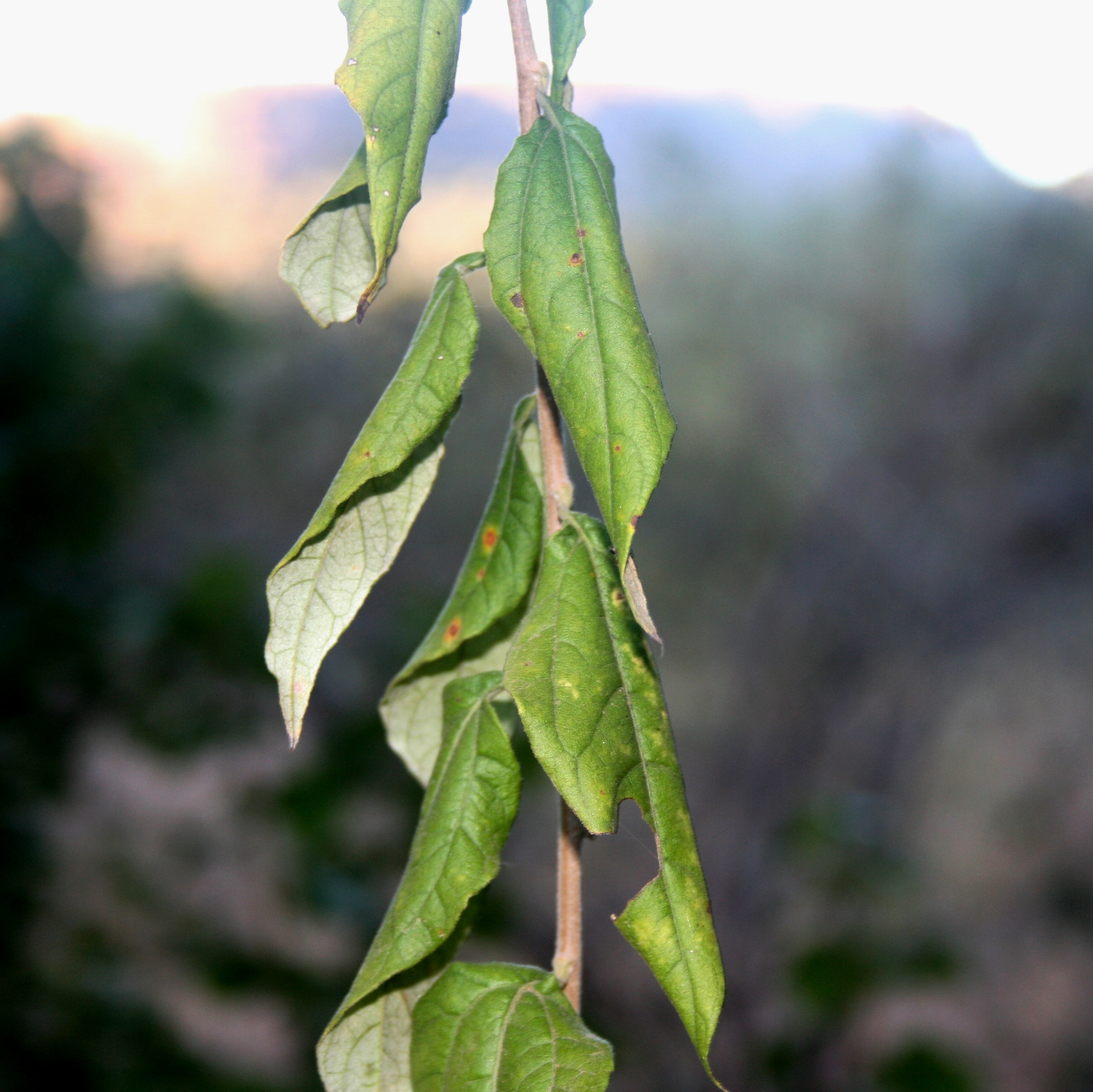
Le foglie
Distephanus divaricatus

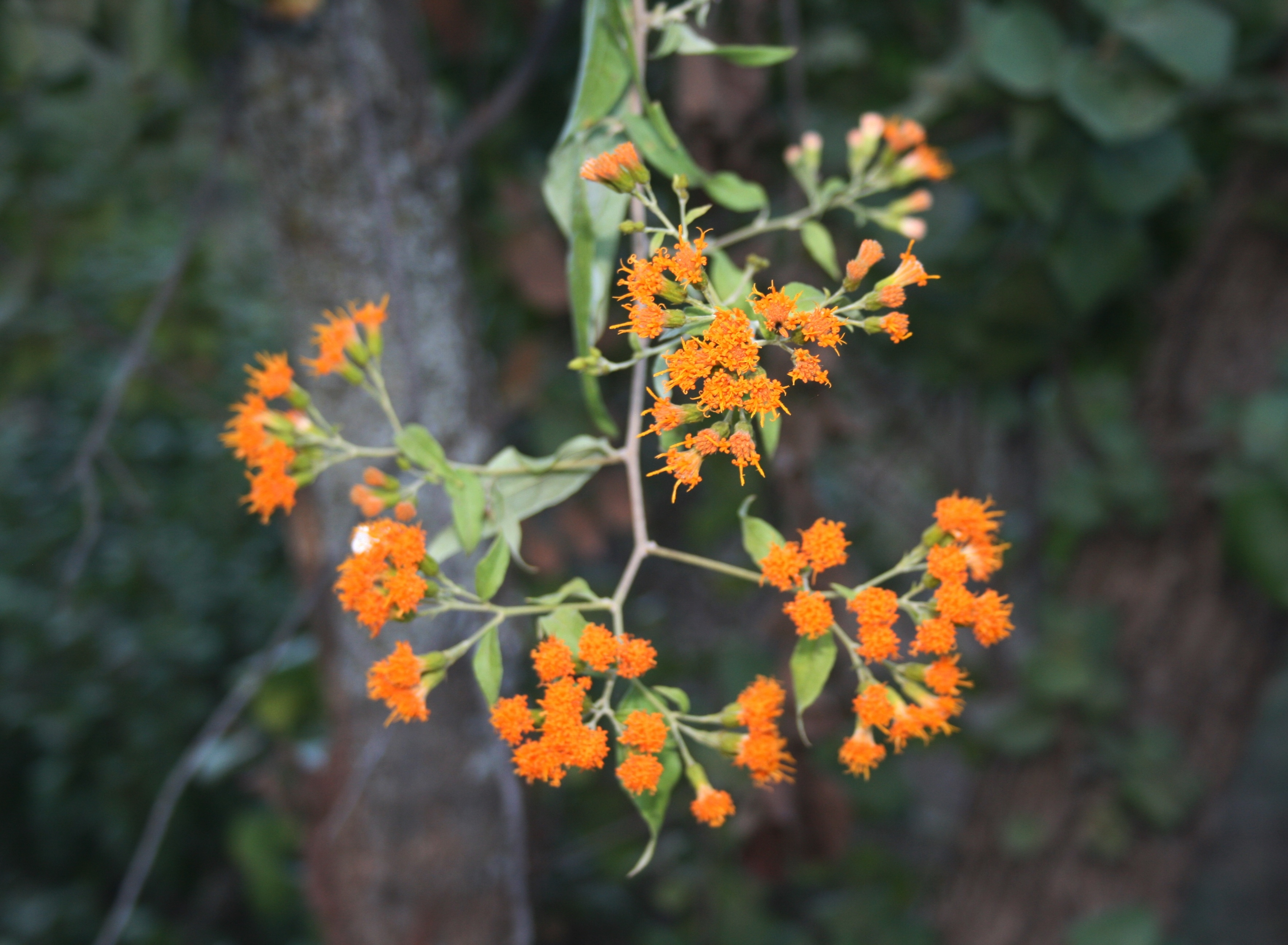
Infiorescenza
Distephanus divaricatus

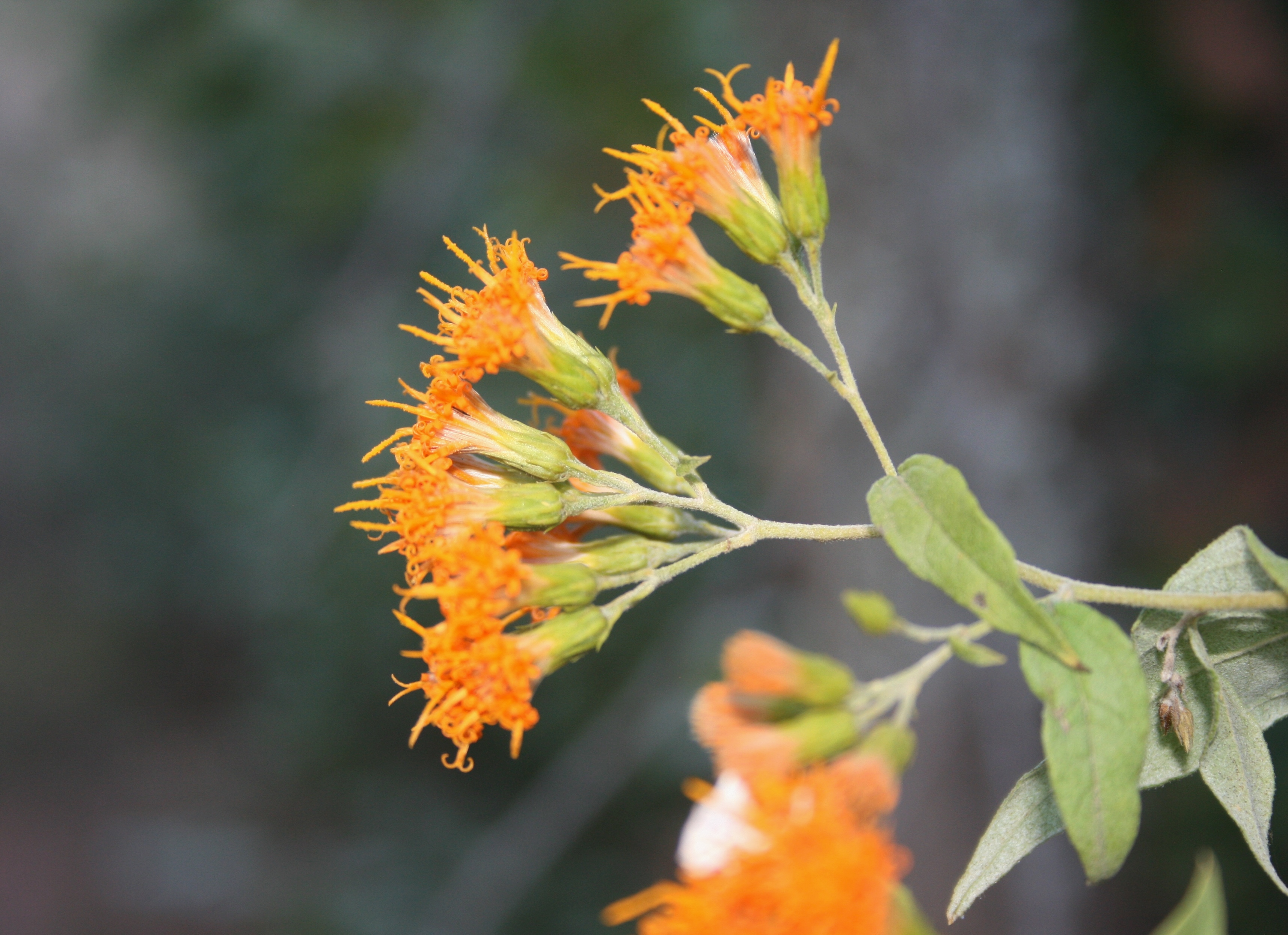
I fiori
Distephanus divaricatus

Le piante di questo genere sono simili alle vigne oppure sono arbusti o piccoli alberi. Sono ricoperte da peli semplici o anche di tipo aracnoide.
Le foglie lungo il caule sono disposte in modo alternato. Le venature della pagina fogliare sono spesso di tipo trinervato (o anche triplinervato).
Le infiorescenze sono formate da capolini separati. I capolini sono composti da un involucro da campanulato a emisferico formato da diverse brattee (21 - 24) disposte in più serie (4 - 6) che fanno da protezione al ricettacolo sul quale s'inseriscono i fiori tubulosi. Le brattee dell'involucro spesso sono persistenti. Il ricettacolo è nudo (ossia privo di pagliette a protezione della base dei fiori).
I fiori (da 10 a 75 per capolino) sono tetraciclici (a cinque verticilli: calice – corolla – androceo – gineceo) e pentameri (ogni verticillo ha 5 elementi).  I fiori sono inoltre ermafroditi e actinomorfi (raramente possono essere zigomorfi).
- Formula fiorale:

*/x K {\displaystyle \infty }, [C (5), A (5)], G 2 (infero), achenio
Calice: i sepali del calice sono ridotti ad una coroncina di squame.
Corolla: il colore delle corolle varia da giallo a arancio mentre la superficie è glabra.
Androceo: gli stami sono 5 con filamenti liberi e distinti, mentre le antere sono saldate in un manicotto (o tubo) circondante lo stilo. Le antere sono prive di ghiandole, mentre le code spesso sono sclerificate. Il polline è tricolporato (con tre aperture sia di tipo a fessura che tipo isodiametrica o poro).
Gineceo: lo stilo è filiforme con nodi alla base. Gli stigmi dello stilo sono due.  L'ovario è infero uniloculare formato da 2 carpelli. Gli stigmi hanno la superficie stigmatica interna (vicino alla base).
I frutti sono degli acheni con pappo. Gli acheni sono provvisti di 10 coste e rafidi allungati, ma sono privi di fitomelanina. Il pappo, biseriato, è formato da setole capillari (appiattite) internamente e squamelle esternamente ed è persistente.

## Biologia
- Impollinazione: l'impollinazione avviene tramite insetti (impollinazione entomogama tramite farfalle diurne e notturne).
- Riproduzione: la fecondazione avviene fondamentalmente tramite l'impollinazione dei fiori (vedi sopra).
- Dispersione: i semi (gli acheni) cadendo a terra sono successivamente dispersi soprattutto da insetti tipo formiche (disseminazione mirmecoria). In questo tipo di piante avviene anche un altro tipo di dispersione: zoocoria. Infatti gli uncini delle brattee dell'involucro si agganciano ai peli degli animali di passaggio disperdendo così anche su lunghe distanze i semi della pianta.

## Distribuzione e habitat
La distribuzione delle specie di questo genere è relativa all'Africa, all'Oceano Indiano e alla Cina.

## Tassonomia
La famiglia di appartenenza di questa voce (Asteraceae o Compositae, nomen conservandum) probabilmente originaria del Sud America, è la più numerosa del mondo vegetale, comprende oltre 23.000 specie distribuite su 1.535 generi, oppure 22.750 specie e 1.530 generi secondo altre fonti (una delle checklist più aggiornata elenca fino a 1.679 generi). La famiglia attualmente (2021) è divisa in 16 sottofamiglie.

### Filogenesi
Le piante di questo gruppo appartengono alla sottofamiglia Vernonioideae Lindl.. Questa classificazione è stata ottenuta ultimamente con le analisi del DNA delle varie specie del gruppo. Da un punto di vista filogenetico la tribù Distephaneae e la tribù Moquinieae formano un "gruppo fratello" ed entrambe sono "basali" per la tribù Vernonieae. In precedenza questo genere era descritto all'interno della sottotribù Gymnantheminae H. Robinson. In seguito è stato anche considerato l'unico genere della sottotribù Distephaninae S.C. Keeley & H. Rob. all'interno della tribù Vernonieae.
I caratteri distintivi per le specie di questo genere sono:
- le foglie spesso sono trinervate;
- la corolla normalmente è gialla;
- la base dello stilo è largamente nodosa.

Il numero cromosomico delle specie di questo genere è: 2n = 20.

### Specie del genere
Il genere Distephanus è formato da 44 specie.
A
- Distephanus ambongensis (Humbert) H.Rob.
- Distephanus angolensis (O.Hoffm.) H.Rob. & B.Kahn
- Distephanus angulifolius (DC.) H.Rob. & B.Kahn
- Distephanus anisochaetoides (Sond.) H.Rob. & B.Kahn
- Distephanus antandroy (Humbert) H.Rob. & B.Kahn

B
- Distephanus bakeri (Vatke) V.A.Funk & H.Rob.
- Distephanus bara (Humbert) H.Rob.
- Distephanus biafrae (Oliv. & Hiern) H.Rob.

C
- Distephanus capitatus  Bojer ex DC.
- Distephanus capuronii (Humbert) V.A.Funk & H.Rob.
- Distephanus cloiselii (S.Moore) H.Rob. & B.Kahn

D
- Distephanus divaricatus (Steetz) H.Rob. & B.Kahn

E
- Distephanus eriophyllus (Drake) H.Rob. & B.Kahn

F
- Distephanus forrestii (J.Anthony) H.Rob. & B.Kahn

G
- Distephanus garnierianus (Klatt) H.Rob. & B.Kahn
- Distephanus glandulicinctus (Humbert) H.Rob. & B.Kahn
- Distephanus glutinosus (DC.) H.Rob. & B.Kahn
- Distephanus grevei (Drake) V.A.Funk & H.Rob.

H
- Distephanus henryi (Dunn) H.Rob.

I
- Distephanus ibityensis (Humbert) V.A.Funk & H.Rob.
- Distephanus inhacensis (G.V.Pope) R.G.C.Boon & Glen
- Distephanus lastellei (Drake) H.Rob. & B.Kahn

M
- Distephanus madagascariensis (Less.) H.Rob. & V.A.Funk
- Distephanus mahafaly (Humbert) H.Rob. & B.Kahn
- Distephanus majungensis (Humbert) H.Rob. & B.Kahn
- Distephanus malacophytus (Baker) H.Rob. & B.Kahn
- Distephanus manambolensis (Humbert) H.Rob. & B.Kahn
- Distephanus mangokensis (Humbert) H.Rob. & B.Kahn

N
- Distephanus nummulariifolius (Klatt) H.Rob. & B.Kahn

O
- Distephanus ochroleucus (Baker) H.Rob. & B.Kahn

P
- Distephanus plumosus (O.Hoffm.) Mesfin
- Distephanus poissonii (Humbert) V.A.Funk & H.Rob.
- Distephanus polygalifolius (Less.) H.Rob. & B.Kahn
- Distephanus polytricholepis (Baker) V.A.Funk & H.Rob.
- Distephanus populifolius (Lam.) Cass.

Q
- Distephanus qazmi  N.Kilian & A.G.Mill.
- Distephanus quartziticola (Humbert) V.A.Funk & H.Rob.

R
- Distephanus rhodopappus (Baker) V.A.Funk & H.Rob.
- Distephanus rochonioides (Humbert) H.Rob. & B.Kahn

S
- Distephanus spiciformis (Klatt) V.A.Funk & H.Rob.
- Distephanus streptocladus (Baker) H.Rob. & B.Kahn
- Distephanus subluteus (Scott Elliot) H.Rob. & B.Kahn
- Distephanus swinglei  (Humbert) H.Rob. & B.Kahn

T
- Distephanus trinervis  Bojer ex DC.

### Sinonimi
Sono elencati alcuni sinonimi per questa entità:
- Antunesia O.Hoffm.
- Gongrothamnus  Steetz
- Newtonia  O.Hoffm.